# HV Zephyr
HV Zephyr is een handbalvereniging uit Schijndel. De vereniging is op 23 december 1974 opgericht en is anno 2019 actief in zowel de zaal- als de veldcompetitie en neemt ook deel aan verschillende toernooien.

## Geschiedenis
Op 23 december 1974 richtte een vijftal handballers handbalvereniging Zephyr op. In het begin bestond de vereniging uit een enkel heren senioren team, maar na enkele jaren kwam er een 2e heren senioren een dames senioren team bij. In 1983 kwamen de eerste jeugdleden bij Zephyr.
In 1987 promoveerde het 1e damesteam van de 3e klasse regionaal naar de 3e divisie landelijk. Het damesteam was het enige team dat ooit binnen de vereniging in deze klasse speelde. In 1992, na 5 jaar in de 3e divisie te hebben gespeeld, lukte het om te promoveren naar de 2e divisie. Na een jaar in de top meegedraaid te hebben degradeerde men het volgende jaar uit de 2e divisie. Anno 2019 speelde geen enkel seniorenteam in competitieverband van het NHV.

## Accommodatie

### Buitenaccommodatie
Sinds 1998 beschikt Zephyr over een buitenaccommodatie aan het sportpark Zuideinderpark. Hier heeft de vereniging 2 buitenvelden, 3 kleedkamers, scheidsrechterslokaal, magazijnruimte en een kantine tot de beschikking. De accommodatie en de kantine werd gedeeld samen met korfbalvereniging Alico. Op de accommodatie bevinden zich de trainingen en veldcompetitiewedstrijden.

### Binnenaccommodatie
Voor de zaalcompetitieseizoen maakt Zephyr gebruik van de sporthal de Dioscuren in Schijndel. Hier bevinden zich de zaalcompetitiewedstrijden en eventuele andere binnenactiviteiten plaats.